# Johann Sebastian Bach
Johann Sebastian Bach [ˈjoːhan zeˈbasti̯a(ː)n ˈbax]
 ( lyssna), född 31 mars (21 mars enligt g.s.) 1685 i Eisenach i Sachsen-Eisenach, död 28 juli 1750 i Leipzig i Sachsen, var en tysk kompositör och organist. Han intar en särställning bland barockens tonsättare. Han anses vara kontrapunktens store mästare, som sammansmälter sina föregångares stilar och tendenser. Han hade också en för tiden ovanlig internationell utblick.
Bach är en centralgestalt i den protestantiska kyrkomusiken på grund av sin omfattande produktion av verk för kyrkoårets olika högtider. Bachs två passioner (oratorier över temat Jesu lidande och död) är ofta återkommande musikinslag under passionstiden i många länder. Han har kallats för "den femte evangelisten", syftande på Bibelns fyra evangelister.
Också inom orgelmusiken räknas han till de främsta. Hans musik utövar ett starkt inflytande på organister än idag. Under sin livstid var han en ansedd orgelexpert som ofta konsulterades när orglar skulle byggas eller repareras. Bach var dessutom en skicklig pedagog, som komponerade ett stort antal övningsstycken av hög konstnärlig halt, men han var på sin tid mindre känd som tonsättare.
I filmen Chronik der Anna Magdalena Bach (1968) gestaltas han av Gustav Leonhardt.

## Biografi

### Ungdomsår
Johann Sebastian Bach föddes den 21 mars 1685 i Eisenach i hertigdömet Sachsen-Eisenach i centrala Tyskland. Han härstammade från en stor musikersläkt. Fadern, Johann Ambrosius Bach, var stadsmusikant i Eisenach med violin som huvudinstrument. Båda föräldrarna dog när Bach var i tioårsåldern och han uppfostrades därefter av sin äldre bror Johann Christoph, som var organist i Ohrdruf ett par mil därifrån. En annan bror, Johann Jacob Bach, var hautboist i svenska armén under stora nordiska kriget.

Bach var en mönsterelev i skolan i Ohrdruf och när han som vuxen tillfrågades om hur det kom sig att han haft sådan framgång svarade han:
| ” | Jag har varit tvungen att vara flitig. Den som är lika flitig kan komma precis lika långt. | „ |

Bach studerade musik för brodern och fick undervisning i det lokala gymnasiet. År 1699 började det bli för trångt hos broderns växande familj, och Bach lämnade Ohrdruf för Lüneburg. Där fick han en friplats i Michaelikyrkans skola tack vare sin vackra sopranröst – skolkören var aktad och brukades flitigt vid gudstjänsterna. Under sin tid i Lüneburg fotvandrande Bach flera gånger till Hamburg för att lyssna till orgelmästaren Johann Adam Reincken och till dennes kollega Vincent Lübeck. Han gjorde även resor till Celle för att höra fransk instrumentalmusik av hovkapellet där.

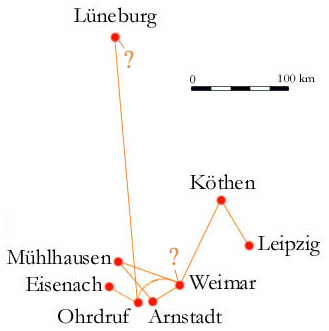
De platser Bach levde på under sitt liv.

När skolan slutade 1703 sökte den då 18-årige Bach anställning i trakten. Efter en tid som violinist hos en hertig i Weimar fick han tjänst i Arnstadt som organist. Vid denna tid gjorde han bekantskap med den italienska kammarmusiken och skrev några av sina första kantater samt utvecklade sin orgelkonst. År 1705 tog han ledigt för att vandra till Lübeck och höra Dietrich Buxtehudes orgelspel. Ledigheten var på fyra veckor men Bach blev borta i fyra månader. Det ledde till förebråelser från arbetsgivaren, och konflikten gjorde att Bach 1707 tog en annan tjänst vid Blasiuskyrkan i Mühlhausen. Där gifte han sig med sin syssling Maria Barbara Bach (1684–1720). De fick sedermera sju barn, varav tre dog i ung ålder.

### Tiden i Weimar och Köthen
Från 1708 till 1717 var Bach anställd som hovorganist och kammarmusiker hos hertigen i Sachsen-Weimar, Ernst August. Under denna period komponerade han en stor del av sina orgelverk, och han nådde stort anseende som orgelexpert och virtuos på instrumentet. Han lämnade Weimar i vredesmod över att inte ha blivit befordrad till kapellmästare, en tjänst som man dock var beredd att erbjuda honom vid hovet i Köthen.
Bach blev kvar i Köthen fem år och tiden där ledde till en rik produktion av profan instrumentalmusik. Här tillkom bland annat de så kallade Brandenburgkonserterna, alla violinkonserterna och flera orkestersviter. Även en stor del av klavermusiken komponerades under den här perioden.
Han förlorade sin hustru 1720. Hon drabbades av sjukdom och dog när Bach var ute på resa. Han gifte om sig med Anna Magdalena Wilcken året därpå. Hon var sångerska, dotter till en trumpetare vid hovet, och kom att bli till stor hjälp för Bach i hans arbete genom att hon ofta skrev rent hans noter. Hon födde 13 barn med honom. Fem av dem kom att överleva fadern.

### Kantor och musikdirektör i Leipzig
| Thomaskyrkan i Leipzig från öster på ett foto från 2003. |  | Staty av Bach vid Thomaskyrkan i Leipzig. |
| Thomaskyrkan i Leipzig från öster på ett foto från 2003. |  | Staty av Bach vid Thomaskyrkan i Leipzig. |

1723 fick Bach tjänsten som kantor vid Thomasskolan i Leipzig efter Johann Kuhnau, som stadens tredjehandsval till posten efter att bland andra Georg Philipp Telemann tackat nej. Bach kom att bli kvar i Leipzig resten av sitt liv.
Arbetet innebar ansvar inom många områden. Dels skulle Bach leda musikundervisningen i Thomasskolan och leda dess kör Thomanerchor, dels skulle han ansvara för musiken i stadens båda huvudkyrkor, Nikolaikyrkan och Thomaskyrkan, samt i stadens musikliv i stort. Efterhand blev det tydligt att Bach prioriterade musiken framför undervisandet, och han irriterade sig stundom på eleverna när dessa inte levde upp till hans högt ställda krav. Han hamnade på grund av detta flera gånger i konflikt med sina överordnade på skolan och i staden.
Bach var lutherskt kristen och brukade enligt tidens sed ge Gud äran av sina kompositioner med överskriften "Soli Deo Gloria" – latin för 'ära åt Gud allena'. När han emellanåt fick frågan om hur han kunnat bli så skicklig inom sin konst, svarade han helt enkelt: "Jag har måst vara flitig. Var och en som är lika flitig kan komma lika långt."
Bach levde ett stilla liv i Leipzig. Han skötte sina plikter som lärare och kantor, och skrev främst musik som skulle användas under kyrkoåret. Under de första åren i Leipzig skrev och framförde han kantater i en takt av nästan en i veckan, exempelvis Herz und Mund und Tat und Leben för Marie besökelsedag. Förutom de flesta av hans 200 kantater skapades också de stora verken såsom Johannespassionen, Matteuspassionen, Juloratoriet och h-mollmässan i Leipzig. Den sistnämnda sammanställde han mot slutet av sitt liv.

### De sista åren
Under de sista åren drog sig Bach till stor del tillbaka från arbetet som kantor och musikalisk ledare i Leipzig och överlämnade det dagliga arbetet till yngre musiker.

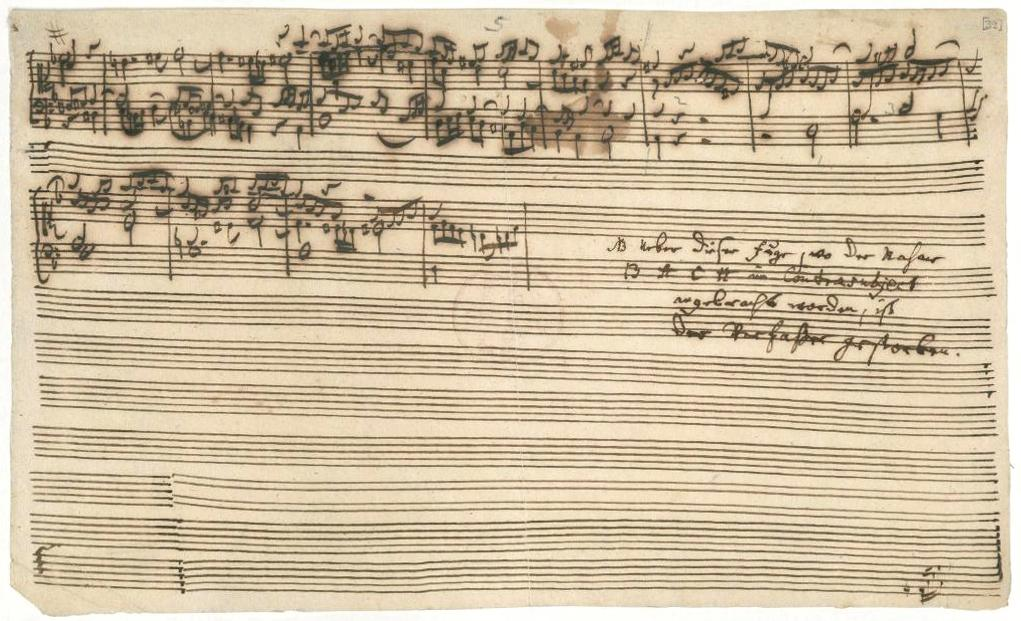
Sista notbladet från die Kunst der Fuge, med C.P.E. Bachs notering om att fadern dog under arbetet.

År 1747 besökte Bach kung Fredrik II av Preussen, som var en entusiastisk amatörmusiker och även hade Bachs son Carl Philipp Emanuel anställd som hovmusiker. Besöket resulterade i verket Musikalisches Opfer, ett antal kompositioner över ett och samma "kungliga" tema som gavs honom av kungen att improvisera över.
Under sina sista år koncentrerade Bach sig på sin stora studie av fugans form och teknik, Die Kunst der Fuge, ett verk som förblev oavslutat. Vintern 1749–1750 drabbades han av en ögonsjukdom som efter två misslyckade operationer lämnade honom blind. Han dog den 28 juli 1750 i sviterna av ett slaganfall.

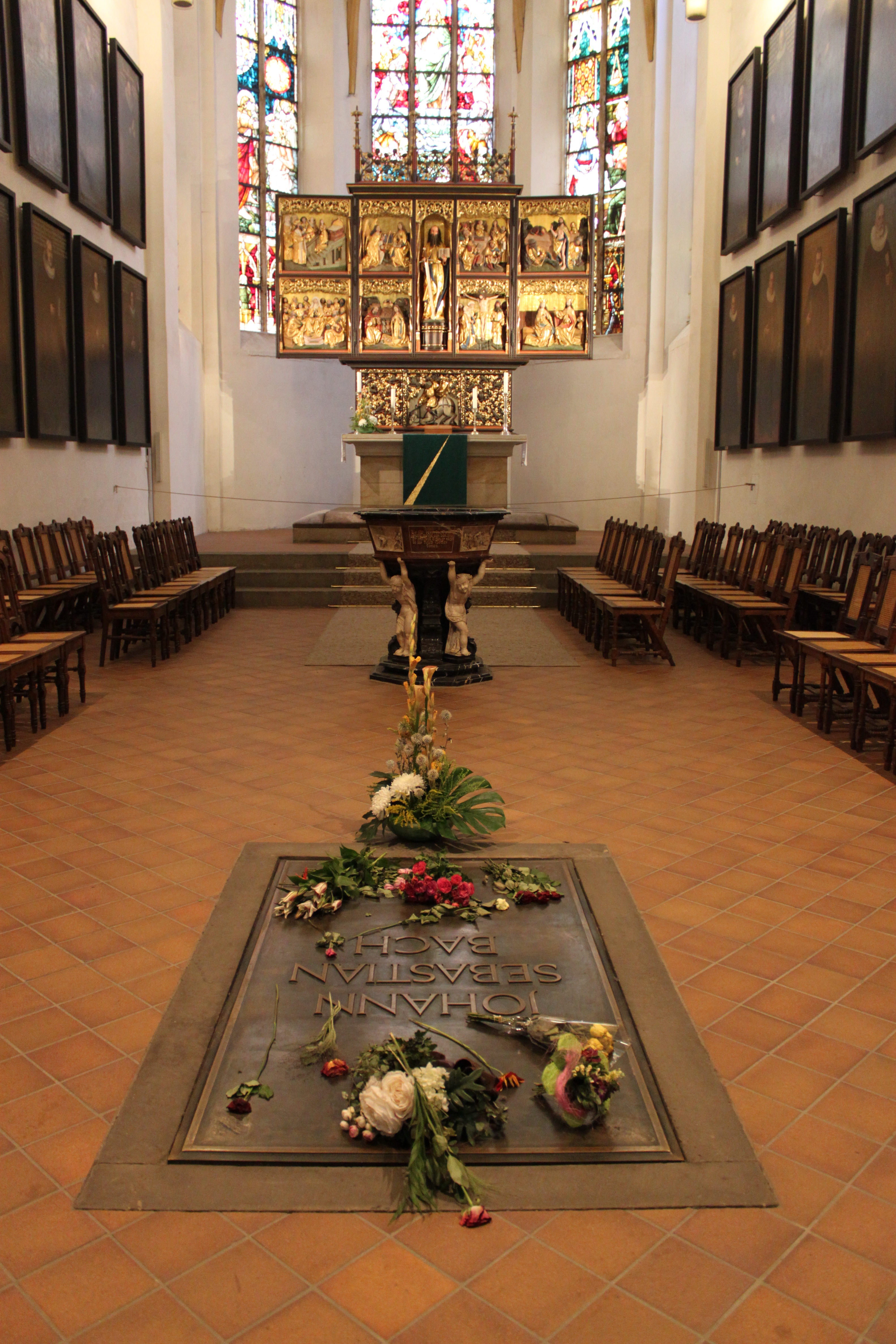
Bachs nuvarande grav i Thomaskyrkans högkor i Leipzig.

Han begravdes på Johanneskyrkogården i det dåvarande Leipzigs utkant. Efter ett par flyttar av begravningsplatsen vilar han idag under högkoret i den Thomaskyrka som var hans arbetsplats under många år.
Flera av Bachs söner blev framstående musiker och tonsättare. De namnkunnigaste är Wilhelm Friedemann Bach (1710–1784), Carl Philipp Emanuel Bach (1714–1788) samt Johann Christian Bach (1735–1782), som kom att bli förebild för Mozart under dennes tidiga år.

## Värdering i samtid och eftervärld
Bach var uppskattad i sin samtid, dock mer som organist och orgelexpert än som tonsättare. Hans ryktbarhet nådde aldrig samma nivå som till exempel Georg Friedrich Händels, även om han var känd och ansedd i framför allt de tyska länderna. Under hans livstid började musikmodet ändras i riktning mot enklare, böjligare melodik och en mer homofon sats, men Bach fortsatte komponera på det gamla polyfona sättet som betraktades som tillkrånglat. Hans nyskapande drag – som syntesen av tyska, franska och italienska stildrag, instrumentationsfantasin, föreningen av kontrapunktiskt och harmoniskt i satsbyggnaden och koncentrationen i motiv och form – var inte lika lätta att urskilja i hans egen musik, även om en del av dem bar frukt i sönernas.
Musiken fortsatte utvecklas i samma riktning efter hans död och namnet Bach kom att syfta på de framstående sönerna, främst Johann Christian och Carl Philipp Emanuel men också Wilhelm Friedemann. Genom Carl Philipp Emanuels skriftställeri bleknade dock inte minnet av den store fadern helt. Det fanns grupper av entusiaster som höll traditionen från "fader Bach" levande.

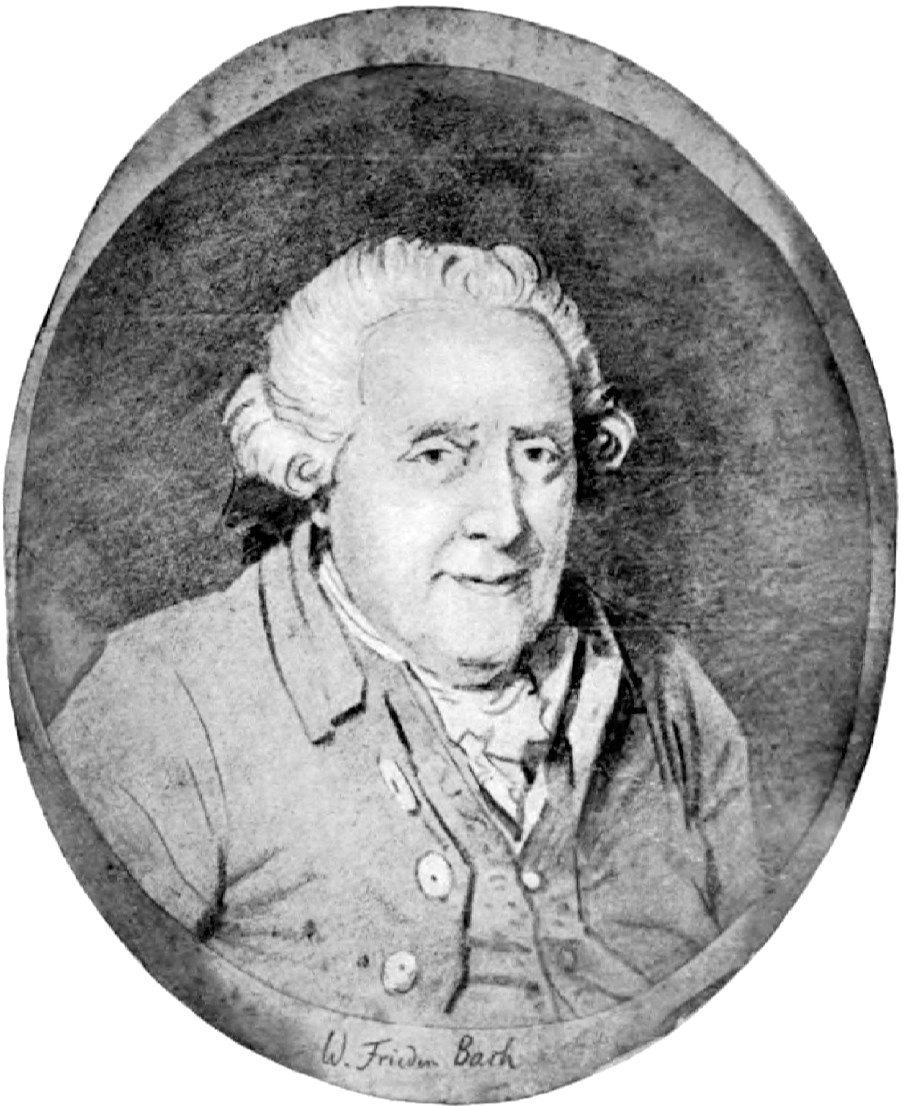
Wilhelm Friedemann Bach, Dresden- eller Halle-Bach (1710–1784)
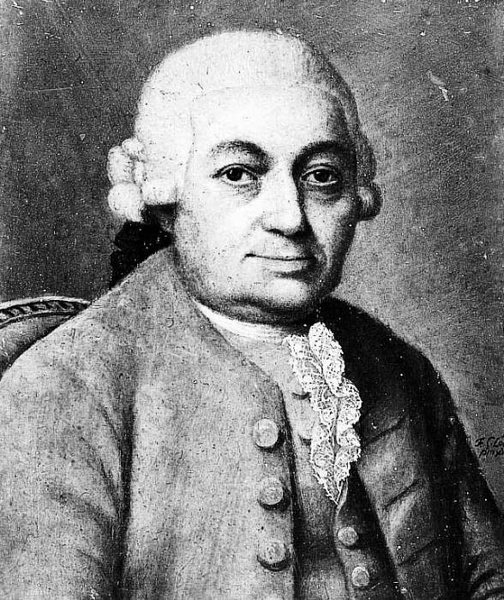
Carl Philipp Emanuel Bach, Berlin- eller Hamburg-Bach (1714–1788)
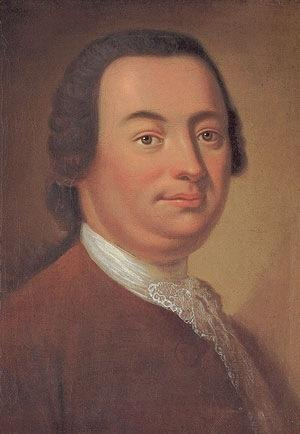
Johann Christoph Friedrich Bach, Bückeburg-Bach (1732–1795)
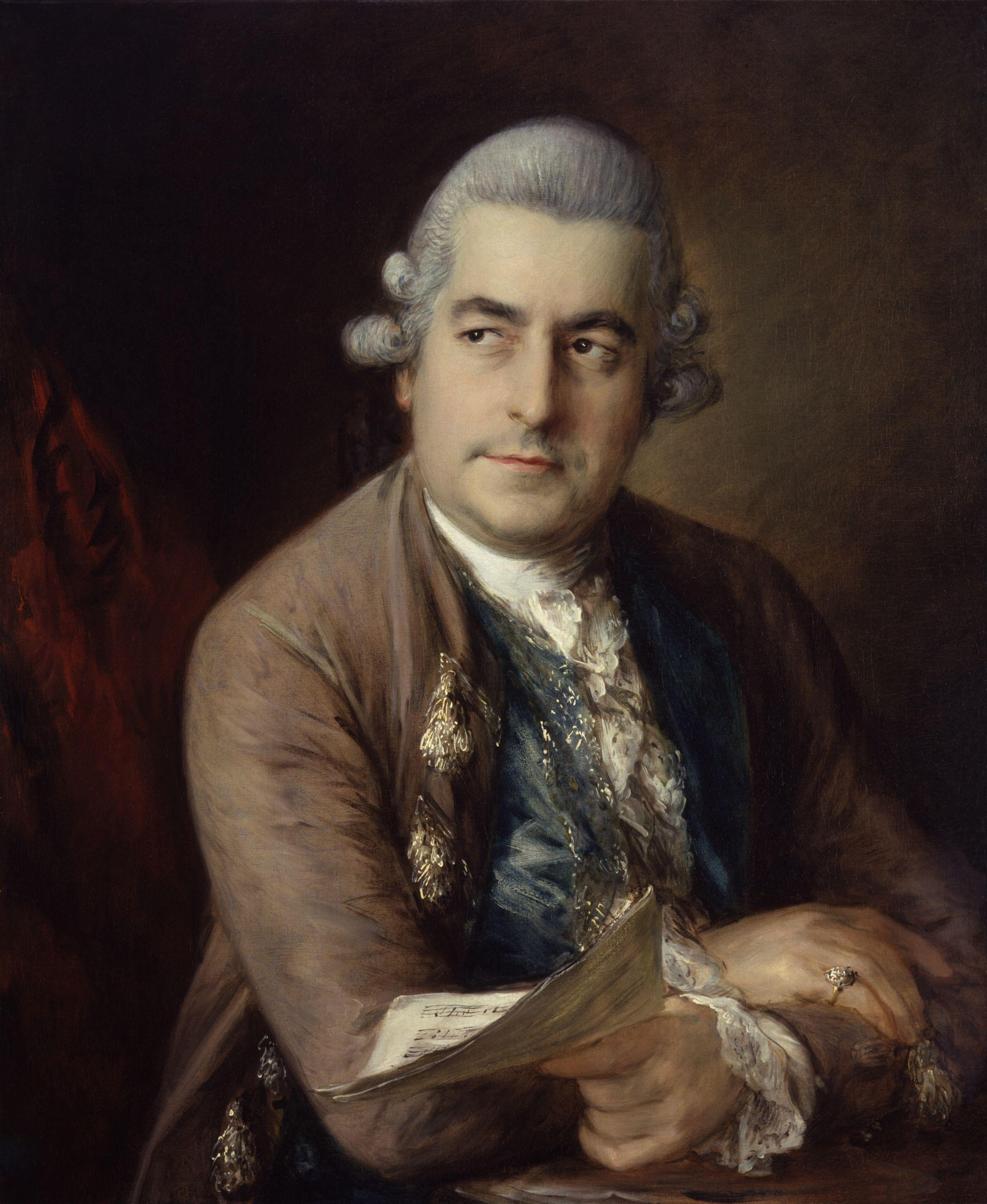
Johann Christian Bach, Milano- eller London-Bach (1735–1782)

Mozart kom vid 26 års ålder i kontakt med Bachs verk genom en sådan grupp och tog intryck, vilket man kan märka i hans sena fugor och symfonier, i Trollflöjten och i Requiem. Beethoven kom däremot tidigt i kontakt med Bachs musik och spelade som trettonåring det mesta ur Das Wohltemperierte Klavier. Detta verk förelåg vid denna tid i manuskript och avskrifter. På 1800-talet upptäckte Felix Mendelssohn Bachs musik. Förutom att influeras av den som tonsättare och musikpedagog, introducerade han den på sina Gewandhauskonserter i Leipzig, spelade orgelverk och ledde det första uppförandet av Matteuspassionen sedan Bachs död, år 1829 i Berlin. Därifrån spred sig musiken snabbt över hela Europa, och namnet Bach kom rätt snart att återigen syfta på Johann Sebastian.
Sedan dess har uppskattningen av Bachs verk förblivit hög, även om den har skiftat i karaktär – från artonhundratalets bävande vördnad för hans lärdom och allvar, över den första efterkrigstidens betoning av hans mästerliga stämflätning och drivande puls, till senare årtiondens återupptäckt av hans högt uppdrivna balansering av styrka och genomarbetning i uttrycket. Många jazzmusiker, och på senare tid diverse musiker från andra genrer utanför den klassiska, har inspirerats av Bachs formbyggnad, rytmik och musikaliska fabuleringskonst.

## Debatten om Bachs kör
Körerna Bach ledde under sin tid i Leipzig har varit ämne för intensiv debatt sedan 1980-talet. Särskilt körernas storlek har varit omdiskuterad. I ett brev (Entwurff einer wohlbestallten Kirchenmusik) till Leipzigs stadsfullmäktige 1730 skrev Bach att en kör helst skulle bestå av minst fyra Concertisten (stämledare) och åtta Ripienisten. Detta tyder på att Bach hade en kör på minst tolv sångare sammanlagt. Under större delen av 1900-talet var detta också bilden musikvetare hade av Bachs kör vid Thomaskyrkan.
1981 presenterade dock dirigenten och musikhistorikern Joshua Rifkin en ny teori. Genom noga granskning av Bachs autografpartitur (hans originalnoter) fastställde Rifkin att Bach skrivit för en kör med endast en sångare per stämma, det vill säga vad vi idag skulle kalla en kvartett. Bland annat avsaknaden av konsekventa anvisningar för när solodelar börjar och slutar tar Rifkin upp som argument för sin teori.
Sedan Rifkins presentation har flertalet andra musikforskare gett sig in i debatten. Många håller med Rifkin och presenterar egna argument för teorin. Andra kritiserar teorins förespråkare för att bland annat medvetet misstolka källmaterialen för att få dem att betyda vad de vill. Oavsett är debatten om Bachs kör central i frågan om autentisk uppförandepraxis av Bachs kantater och annan körmusik.

## Museer och minnesplatser
Thomaskyrkan i Leipzig är fortfarande hem för kören Thomanerchor som Bach i egenskap av kantor ledde, och kören har ett omfattande konsertprogram som inkluderar internationella turnéer. I kyrkan vilar Bachs kvarlevor sedan 1950, placerade där efter andra världskrigets omfattande förstörelse i Leipzig.
Mittemot kyrkan och Bachminnesmärket i Leipzig, i Bosehaus vid Thomaskirchhof 15/16, ligger Bach-arkivet och Bach-museet. Den ursprungliga kantorsbostaden i Thomaskyrkans körskola är inte bevarad, och museilokalerna har därför inrymts i detta hus som på Bachs tid tillhörde vänner till familjen. Museet har en utställning om familjen Bach och J.S. Bachs liv och verk, och arkivet, grundat 1950 och på denna plats sedan 1985, utgör idag ett centralt forskningscentrum omkring Bachs musikaliska verk.
I Bachs födelsestad, Eisenach, finns ett större Bachmuseum, Bachhaus Eisenach, inrymt i det 1400-talshus som tidigare felaktigt utpekades som Bachs födelsehus. Vilket hus som Bach verkligen föddes i är inte med säkerhet känt, men flera platser med anknytning till familjen har utpekats.
I staden Köthen (Anhalt) finns ett minnesmärke framför det hus som uppfördes åt Bachs familj och där Bach bodde från 1719 till 1723 under sin tid som hovkapellmästare vid det anhaltska hovet i Köthen.
Nedslagskratern Bach på planeten Merkurius och asteroiden 1814 Bach är uppkallade efter honom.

## Verk

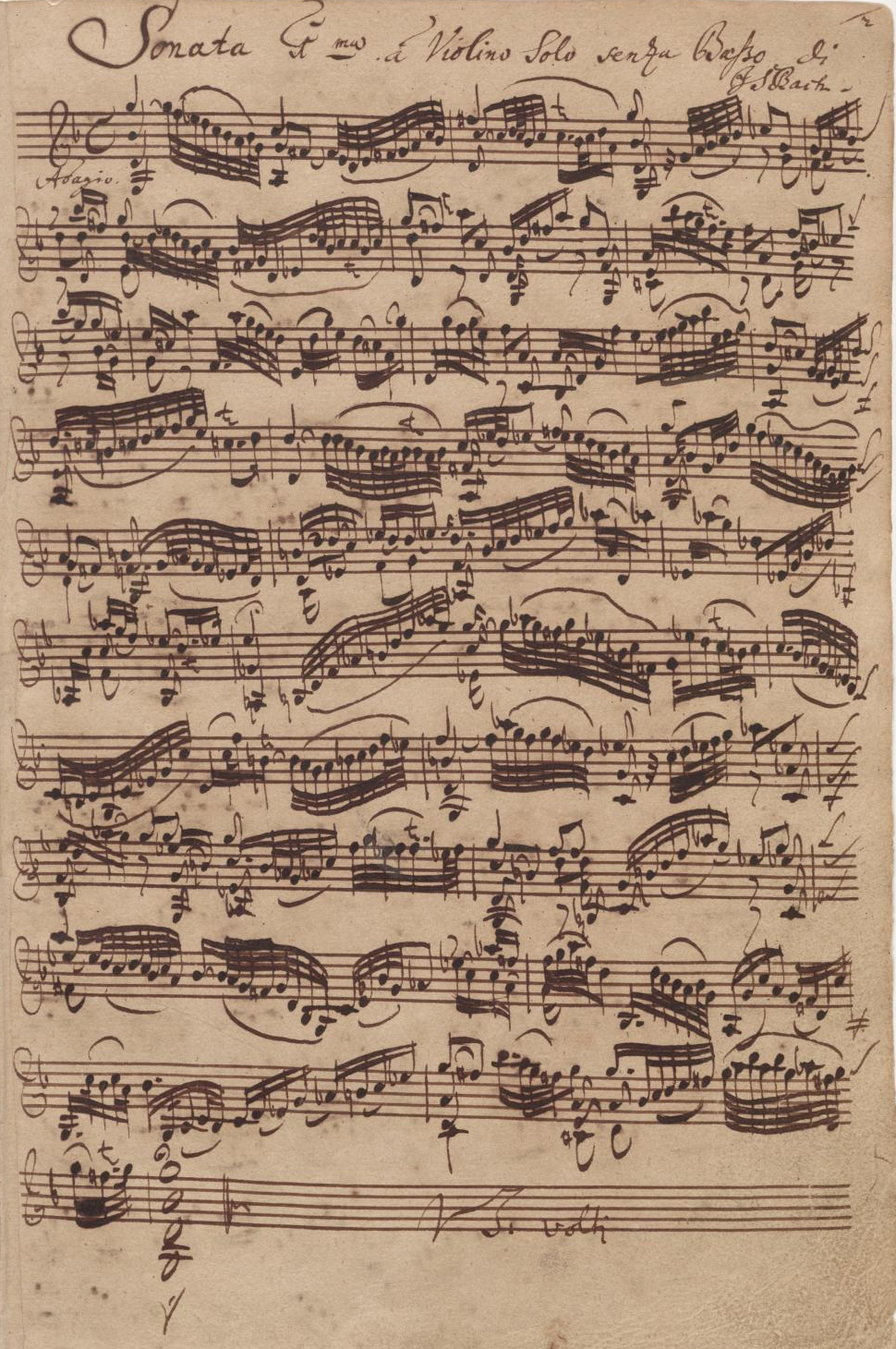
Violinsonat nr 1 i g-moll (BWV 1001) i Bachs handskrift.

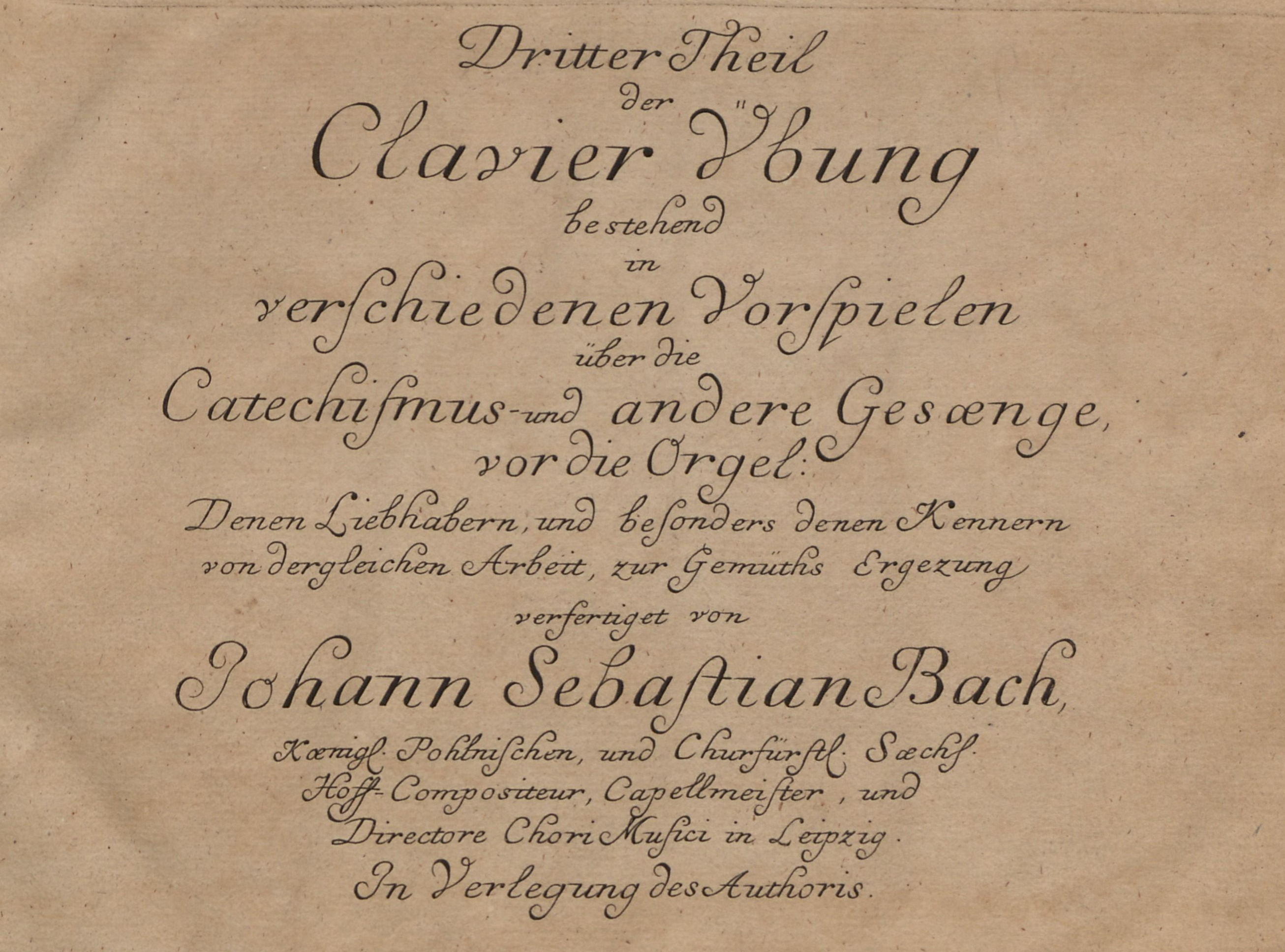
Titelbladet till tredje delen av Clavier-Übung, ett av de få verk av Bach som publicerades under hans livstid.

### Vokalmusik
- Cirka 200 bevarade kyrkokantater (BWV 1–200) – däribland
  - Ach Gott, vom Himmel sieh darein (BWV 2)
  - Nun ist das Heil und die Kraft (BWV 50)
  - Gott ist mein König (BWV 71)
  - Ich habe genug (BWV 82)
  - Actus Tragicus (BWV 106)
  - Herz und Mund und Tat und Leben (BWV 147) med den välkända sats 10: "Jesus bleibet meine Freude"
  - Gott soll allein mein Herze haben (BWV 169)
- 6 motetter för blandad kör (BWV 225–231)
- Mässa h-moll (BWV 232)
- Magnificat för kör, soli och orkester (BWV 243)
- Matteuspassionen (BWV 244)
- Johannespassionen (BWV 245)
- Lukaspassionen (BWV 246)
- Markuspassionen (BWV 247)
- Juloratoriet (BWV 248)
- Påskoratoriet  (BWV 249)

### Instrumentalmusik
- Orgelverk
  - 6 triosonator (BWV 525–530)
  - 8 små preludier och fugor ("Acht kleine [Präludien und Fugen]", anses dock av vissa forskare vara skrivna av Bachs elev Johann Ludwig Krebs) (BWV 553–560)
  - Toccata och fuga d-moll (BWV 565) tillhör de mest kända och spelade orgelstyckena
  - Passacaglia c-moll (BWV 582)
  - Kleines harmonisches Labyrinth (BWV 591)
  - Pedal-Exercitium (BWV 598)
  - Orgelbüchlein (47 koralförspel) (BWV 599–644)
  - 6 orgelkoraler (Schüblerkoralerna) (BWV 645–650)
  - 17 koralförspel (ur Klavierübung III) (BWV 669–689)
  - 29 orgelkoraler (”Kirnbergersamlingen”) (BWV 690–713)
  - Duetter (BWV 802–805)
  - 6 partitor och variationer över koraler (BWV 825–830)
  - 18 koralförspel (”Leipzigkoralerna”)
  - 26 koralförspel
  - Preludier, toccator, fantasior och fugor
  - 4 trior
  - Kanon [flera]
  - Intavoleringar och transkriptioner

- Notenbüchlein für Anna Magdalena Bach, 2 häften med klavermusik och sånger publicerade 1722 resp. 1725
- Das Wohltemperierte Klavier I & II (48 preludier och fugor) (BWV 846–893)
- Goldbergvariationerna (BWV 988)
- Sonater och Partitor för soloviolin (BWV 1001–1006)
- Flöjtsonator (BWV 1030–1032)
- 6 sviter för Cello (BWV 1007–1012)
- 6 konserter för olika instrument (Brandenburgkonserterna) (BWV 1046–1051)
- 4 orkestersviter (BWV 1066–1069) (där "Air" är andra satsen ur tredje sviten)
- Musikalisches Opfer (BWV 1079)
- Die Kunst der Fuge (BWV 1080)
- Engelska sviter
- Italiensk konsert
- Fransk ouvertyr
- Inventioner och sinfonior för klaver
- Toccator
- Variationsverk

### Bach-Werke-Verzeichnis
Den tyske musikvetaren Wolfgang Schmieder (1901–1990) katalogiserade Bachs musik enligt ett system som heter Bach-Werke-Verzeichnis (Bach-verkförteckning) och förkortas BWV. I referenser till Bachs verk skrivs BWV först och sedan numret för det aktuella verket. Vissa verk finns i flera versioner och ges då bokstäverna a, b och c efter numret. Förteckningen börjar med vokalmusik (1–525) och fortsätter med instrumentalmusik, och är alltså inte ordnad kronologiskt.

#### Översikt
| BWV           | Verk                        |
| ------------- | --------------------------- |
| BWV 1–200     | Sakrala kantater            |
| BWV 201–216   | Profana kantater            |
| BWV 217–224   | Övriga kantater             |
| BWV 225–231   | Motetter                    |
| BWV 232–242   | Mässor                      |
| BWV 243       | Magnificat                  |
| BWV 244–247   | Passioner                   |
| BWV 248–249   | Oratorier                   |
| BWV 250–438   | Koraler                     |
| BWV 439–525   | Sånger, arior och quodlibet |
| BWV 525–771   | Orgelverk                   |
| BWV 772–994   | Övrig klavermusik           |
| BWV 995–1000  | Musik för luta              |
| BWV 1001–1080 | Kammarmusik                 |
| BWV 1081–1120 | Tillägg                     |